# Xenomystax austrinus
Xenomystax austrinus és una espècie de peix pertanyent a la família dels còngrids.

## Hàbitat
És un peix marí i batidemersal que viu entre 458 i 732 m de fondària.

## Distribució geogràfica
Es troba a l'Atlàntic occidental central: Belize, Colòmbia i Panamà.

## Observacions
És inofensiu per als humans.